# Carl Heinrich Knorr
Carl Heinrich Knorr (né le 15 mai 1800 à Meerdorf, mort le 20 mai 1875 à Heilbronn) est un entrepreneur allemand. Il est le fondateur de l'entreprise Knorr.

## Vie et œuvre
Le père de Carl Heinrich Knorr, Johannes Christian Julius Knorr (1766–1832), était instituteur et cantor. Sa mère était Johanna Dorothea Henriette Rosenthal (1762–1845). Carl Heinrich Knorr a fait un apprentissage dans le commerce. Il se marie en 1828 avec Henriette Ziegenmeyer à Süpplingenburg, puis s'établit à Osterode am Harz. En 1829 nait une fille, Henriette Caroline Juliane Emma Knorr (1829–1901). En 1834 meurt sa femme. Il déménage avec sa fille à Hanau et travaille comme commerçant.
Lors d'un voyage d'affaires à Heilbronn, il fait la connaissance d'Amalie Henriette Caroline Seyffardt (1806–1867), fille de commerçant. Ils se marient le 24 avril 1838. De cette union naissent cinq enfants: Olga Knorr (1840-1911), Ludwig Otto Knorr (1841-1842), Carl Heinrich Eduard Knorr (de) (1843–1921) et Alfred Knorr (de) (1846–1895). Les deux fils Carl Heinrich Eduard et Alfred entrent ultérieurement dans l'entreprise paternelle.
Également en 1838, Knorr obtient, après présentation d'attestations d'honorabilité, le droit de citoyenneté de la ville de Heilbronn, et ouvre un magasin d'alimentation et d'articles coloniaux. Par ailleurs, il obtient de la ville un bail de quatre ans pour l'installation d'un « atelier de séchage de chicorée ». Après deux années, il rend le bail. Avec un capital initial de 8667 florins dont les deux tiers viennent de la dot de Caroline Seyffardt, Knorr fonde une usine de fabrication de succédané de café à partir de chicorée. La concession pour la construction de cette usine date du 24 septembre 1838. Le commerce de ce « café allemand », à base de chicorée, glands de chêne et amandes a vite pris de l'ampleur, et ce succédané se vendait en Bade-Wurtemberg,  Bavière, et en Suisse. En 1855, Knorr cède l'usine qui entre-temps était devenue la plus grande usine de Heilbronn, avec 53 ouvriers, au frère de son gendre Johann Friedrich Closs, mari de sa fille issue de son premier mariage. En 1857 Knorr fonde une entreprise de draperie, avec filature, atelier d'amidonnage et de foulage. Mais cette affaire n'a pas de succès, et Knorr doit la fermer pour cause de dettes impayées dès 1858. Ensuite, à une date inconnue, mais avant 1868, Knorr fonde un commerce en gros de riz, orge, sagou et produits du pays. Knorr faisait du commerce de produits agricoles dans tous les états allemands, et jusqu'en Hongrie. 
Ses deux fils Carl et Alfred entrent dans l'entreprise paternelle en respectivement en 1866 et en 1870. Knorr ajoute alors au commerce également la fabrication de produits alimentaires. Au début des années 1870 il commence la fabrication de farines de légumes secs (blé vert, petits pois, haricots, lentilles) qui sont commercialisées sous le nom Bienenkorb (corbeille d'abeille). Par ailleurs il commençait la fabrication de produits élaborés, obtenus par mélange de farines de légumes secs, de légumes séchés et moulus, de tapioca et d'épices, donc un précurseur des préparations pour soupes prêtes à l'emploi. Les fils de Knorr avaient eu l'idée de cette fabrication en France, et avaient mené des expériences de séchage et moulinage de légumes et d'épices durant plusieurs années dans l'entreprise paternelle.

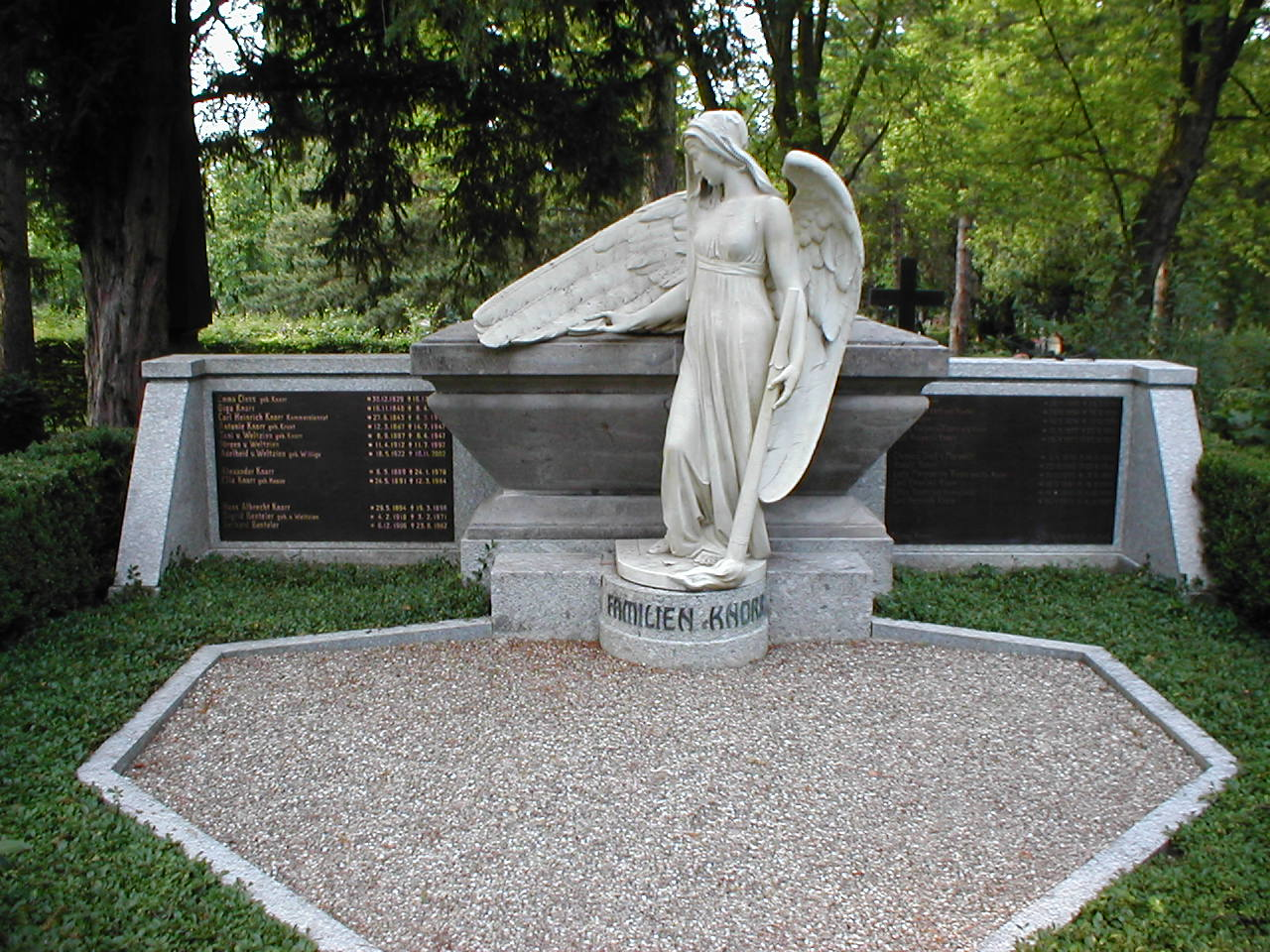
Tombe de la famille Knorr, à Heilbronn.

Carl Heinrich Theodor Knorr meurt le 20 mai 1875, et est enterré à Heilbronn. Sa tombe n'existe plus. La tombe familiale débute avec les deux fils du fondateur.
Ce sont eux qui ont dirigé l'entreprise après sa mort et en ont fait la grande usine à soupes.